# Сапата Тамайо, Орландо
Орландо Сапата Тамайо (исп. Orlando Zapata Tamayo; 15 мая 1967 — 23 февраля 2010, Гавана) — кубинский диссидент и политзаключённый, умерший после 85-дневной голодовки протеста.
Его смерть привлекла внимание СМИ, политиков и правозащитников и стала поводом для широкого обсуждения ситуации с правами человека и политическими заключёнными на Кубе.

## Биография
Орландо родился 15 мая 1967 года в городе Банесе провинции Ольгин (по другим данным — в Сантьяго-де-Куба) в семье прачки Рейны Луисы Тамайо и её мужа (отчима Орландо). Он был вторым сыном из пяти в семье. Орландо стал каменщиком и сантехником и включился в активную политическую борьбу против кубинского правительства и существующего политического режима на Кубе.

## Аресты и заключение
Сапата был арестован 6 декабря 2002 года сотрудниками кубинской полиции по обвинению в «неуважении», по этому обвинению он был заключен в тюрьму более чем на 3 месяца. 20 марта 2003 года, через 13 дней после того как он был освобожден, он был арестован во второй раз во время кампании против диссидентов и отправлен в тюрьму. На момент его ареста он принимал участие в голодовке организованной «Ассамблеей по обеспечению гражданского общества», проходившей в доме Марты Беатрис Роке Кабельо с требованием об освобождении нескольких диссидентов. Ему было предъявлено обвинение в оскорблении властей, организации общественных беспорядков и неповиновении и он был приговорен к 36 годам тюремного заключения после нескольких судебных процессов. «Международная амнистия» признала его узником совести.
Однако Monthly Review, со ссылкой на кубинские источники, утверждает, что до последнего ареста Сапата не был политическим активистом, а арестовывался за мошенничество, публичный эксгибиционизм, нанесение увечий и хранение огнестрельного оружия.

## Избиения и пытки
Кубинский политзаключённый Эфрен Фернандес Фернандес 1 марта 2010 года сумел передать из тюрьмы записку, в которой утверждает, что сумел общаться с Сапатой в тюрьме «Гуанхай» и тот рассказывал как его избивают охранники. Фернандес утверждает, что много раз видел лично как охранники выводили его в наручниках и без рубашки, а потом бросали на пол и тащили за ноги по цементному полу и гравию баскетбольной площадки 200 метров. Также Фернандес утверждает, что Сапату жестоко избивали в конце 2003 года во время общей инспекции с личным участием в избиении начальника тюрьмы подполковника Вильфредо Веласкеса Домингеса.
Существуют утверждения о пытках Сапаты в тюрьме «Тако-Тако». Как пишет российский правозащитник Александр Подрабинек, пытки были настолько жестокими, что уголовные заключённые в соседних камерах потребовали их прекращения, в противном случае угрожая коллективной голодовкой.

## Голодовка и смерть
2 или 3 декабря 2009 года Сапата начал голодовку в качестве протеста против плохого обращения, в частности, против побоев со стороны охранников. Сапата требовал условий заключения аналогичных тем, в которых содержался Фидель Кастро во время тюремного заключения после его нападения на Казармы Монкада в 1953 году. Со своей стороны, правительство Кубы заявило, что он отказывался от еды, так как власти не хотели предоставить в камеру телевизор, плиту и телефон.
Во время голодовки Сапата отказывался от любой еды, кроме той, что приносила его мать, которая могла посещать его раз в три месяца. По данным американской группы кубинских оппозиционеров Cuban Democratic Directorate, тюремные власти отказали Сапата в воде в течение 18 дней, что привело к ухудшению его здоровья и в итоге к почечной недостаточности.
16 февраля 2010 года его состояние резко ухудшилось и он был переведен в больницу, где и умер 23 февраля 2010 года.
Это был первый случай с 1972 года, когда кубинский диссидент Педро Луис Бойтель также умер во время голодовки. После смерти Сапаты известно ещё несколько случаев, когда кубинские политзаключенные умирали во время голодовки протеста, в частности, Рене Кобас (2011) и Вильяр Мендоса (19 января 2012).
Сапата был похоронен в его родном городе Банесе 25 февраля 2010 года.

## Международная реакция
16 марта 2010 открытое письмо, осуждающее правительство Кубы за незаконное лишение свободы Орландо Сапата Тамайо и с просьбой освободить других политических заключенных была размещена в интернете. По состоянию на 4 июля под письмом подписалось более 50 тысяч человек. Среди подписавшихся было много известных представителей интеллигенции.
Резолюцию с осуждением политики кубинского правительства принял Европарламент, а также парламенты Мексики и Чили. США и Еврокомиссия потребовали от Кубы освободить политзаключённых, которых насчитывается около 200 человек. Резкая критика Кубы прозвучала со стороны главы правительства Испании Хосе Луиса Сапатеро, который также потребовал освобождения политзаключённых.
Специальные заявления с осуждением репрессий на Кубе в связи со смертью Сапаты приняли также «Международная амнистия» и Human Rights Watch.
5 апреля 2010 года ряд известных российских правозащитников и представителей интеллигенции выразили протест правительству Кубы в открытом письме. 7 апреля при попытке провести пикет возле посольства Кубы в Москве 5 его участников были задержаны милицией.
Заявления в поддержку кубинского правительства сделали Бразилия, Уругвай и Боливия.

## Реакция на Кубе

### Комментарии правительства
Президент Рауль Кастро назвал массовые протесты по поводу смерти Сапаты «шантажом» и заявил что Куба не уступит внешнему давлению. Он выразил сожаление по поводу смерти кубинского диссидента. В своём выступлении Кастро сказал, что заключённого лечили ведущие врачи и отрицал, что он подвергался пыткам. Кубинские государственные газеты описали его как «обычного преступника, ошибочно возведенного в статус мученика».

### Реакция оппозиции
В связи со смертью Сапаты было принято заявление ряда руководителей кубинских оппозиционных организаций. Несколько находящихся на свободе и тюрьмах диссидентов объявили о готовности продолжить «смертельную голодовку» Сапаты с требованием освобождения 26 политических заключённых, чьё здоровье находится в плохом состоянии и которые могут не дожить до конца срока заключения из-за плохого качества медицинской помощи. Первым из протестующих стал Гильермо Фариньяс, объявивший голодовку 25 февраля 2010 года, 12 марта помещённый в реанимацию и по состоянию на 4 июля находившийся в крайне тяжёлом состоянии на грани смерти. В случае смерти Фариньяса голодовку готов был продолжить один из лидеров кубинской оппозиции Феликс Бонне Каракос.
Однако 7 июля, по сообщению кубинской католической церкви, власти согласились освободить 52 заключенных-оппозиционера и разрешили им покинуть страну, а 8 июля Фариньяс прекратил голодовку.
Мать Орландо — Рейна Луиса Сапата присоединилась к оппозиционной правозащитной группе «Женщины в белом» и стала одной из инициаторов ряда акций протеста в Гаване.